# Alejandro Otero (Polizist)
Alejandro Otero (* 1930 oder 1931; † 13. August 2013) war ein uruguayischer Polizist und Fußballschiedsrichter.
Otero wurde als Sohn eines Taxifahrers und einer Lehrerin geboren. Er war in den 1960er Jahren als Leiter der Inteligencia policial Koordinator des Kampfes gegen die Movimiento de Liberación Nacional – Tupamaros (MLN-T). Überdies war er im Laufe seiner beruflichen Karriere unter anderem Direktor der Escuela Nacional de Policía, der nationalen Polizeischule, und stellvertretender Leiter der Polizei von Canelones. Auch erlangte er Bekanntheit als Fußballschiedsrichter. Als solcher leitete er unter anderen die Begegnung der Copa Libertadores 1971 der Boca Juniors gegen den peruanischen Verein Sporting Cristal. Dabei stellte er in der Bombonera nach einer Massenschlägerei nicht weniger als 19 Spieler vom Platz. 2009 gehörte Otero dem Wahlkampfteam des Präsidentschaftskandidaten Jorge Larrañaga an. Otero starb im Alter von 82 Jahren.